# Cos (Ariège)
Cos település Franciaországban, Ariège megyében. Lakosainak száma 358 fő (2022. január 1.). Cos Baulou, Foix, Saint-Martin-de-Caralp, Saint-Pierre-de-Rivière és Vernajoul községekkel határos.

## Népesség
A település népességének változása:
| Lakosok száma | 124  | 215  | 236  | 350  | 408  | 400  | 393  | 394  | 379  | 358  |
|               | 1968 | 1982 | 1990 | 2006 | 2013 | 2015 | 2017 | 2019 | 2020 | 2022 |